# Shkodran Maholli
Shkodran Maholli (født 10 April 1993) er en Svensk fodboldspiller med Albanske rødder som spiller for  IF Limhamn Bunkeflo som  Angriber.
I Juli 2018 flyttede Maholli til en udenlandsk klub for første gang i hans karriere. Han skrev under med Silkeborg IF som på daværende tidspunkt spillede i 1. division.